# Johannes Kaspar
Johannes Kaspar, né le 22 janvier 1822 à Obergünzburg en Souabe et mort le 23 octobre 1885 dans la même ville, également appelé Johann Kaspar et Johann Baptist Kaspar, est un artiste peintre allemand, auteur de peintures à thèmes religieux ; il est lié au mouvement nazaréen, groupe d'artistes rattachés au romantisme qui souhaitent refonder et revitaliser l'art par les valeurs spirituelles de la religion chrétienne.

## Biographie
Johann Nepomuk Kaspar naît le 22 janvier 1822 à Obergünzburg. Fils d'un menuisier, il entre à 16 ans à l'Académie des beaux-arts de Munich où il reçoit une formation approfondie. Il y a comme professeur le peintre Heinrich Maria von Hess et collabore avec ce dernier à la décoration de l'église de l'abbaye bénédictine Saint-Boniface à Munich (les fresques ont été détruites en 1944-1945 lors des bombardements de la Seconde guerre mondiale).
Il se consacre presque exclusivement à la peinture religieuse, bien qu'il peigne également des portraits. Ses œuvres se trouvent dans de nombreuses églises de Souabe ; d'autres sont exécutées pour les missions allemandes en Palestine et en Afrique.
Johannes Kaspar meurt le 23 octobre 1885 dans sa commune natale.